# Saison 2022-2023 de l'ASM Clermont Auvergne
Cette page présente la saison 2022-2023 de l'ASM Clermont Auvergne en Top 14, en Champions Cup puis en Challenge Cup, ainsi qu'en Supersevens.

## La saison
L'ASM sort d'une saison mitigée avec une septième place en Top 14, synonyme de non-qualification en phases finales mais réussie à se qualifier pour la Champions Cup, ainsi qu'une élimination en huitième de finale de Coupe d'Europe contre les Leicester Tigers.

### Récapitulatif sur les transferts

#### Départs d'avant-saison et pendant la saison
Au niveau du staff, Jared Payne, entraîneur de la défense de l'Ulster, arrive et est nommé à la place de Benson Stanley qui devient entraîneur de la technique individuelle. L'ancien international français Julien Le Devedec arrive comme entraîneur de la touche.
Du côté des joueurs, Kévin Noah, troisième ligne, déjà prêté la saison passée à l'USON Nevers, continue son prêt pour une saison supplémentaire dans ce même club. Toutefois, en cours de saison, il signe finalement un contrat espoir avec ce club et ne revient donc pas à l'ASM. Le jeune pilier droit, Henzo Kiteau est prêté toute la saison au Stade aurillacois.
En termes de départs définitifs, l'ASM voit partir trois de ses joueurs emblématiques que sont Morgan Parra au Stade français Paris, qui a passé 13 saisons au club et est le demi de mêlée titulaire des deux boucliers de Brennus remportés par le club, mais aussi Wesley Fofana qui prend sa retraite à la suite de nombreuses blessures, qui a également joué 13 saisons en jaune et bleu, et Camille Lopez à l'Aviron bayonnais, ouvreur du club depuis huit saisons. L'ASM est également contrainte de se séparer de Peni Ravai à cause de soucis au niveau des cervicales qui l'empêche de pratiquer le rugby à XV en France. Les jeunes joueurs passés par le centre de formation, Sipili Falatea et Tani Vili, qui ont eu des désaccords avec la direction du club, signent à l'Union Bordeaux Bègles,. Le troisième ligne aile Clément Lanen, frère jumeau de Thibaud, n'est pas conservé et rejoint le RC Massy promu en Pro D2. JJ Hanrahan, auteur de prestations décevantes la saison dernière, ne voit pas son année optionnelle être activée et signe au Pays de Galles au Dragons RFC. Bastien Pourailly signe également à l'Aviron bayonnais. L'international japonais, Kotaro Matsushima retourne dans son pays et dans son ancien club des Tokyo Sungoliath.
Fin août, le jeune talonneur Benjamin Boudou, est envoyé en prêt à l'USON Nevers, pour pallier la blessure d'un de leurs joueurs et pour gagner du temps de jeu, d'une durée d'un mois.
Le 3 janvier 2023, à la suite des résultats décevants du club qui vient d'enchaîner trois défaites consécutives, dont une sévère à domicile contre le Stade toulousain, l'entraîneur des arrières et du jeu au pied, Xavier Sadourny, annonce quitter ses fonctions immédiatement car il considère que « mon message était moins bien reçu, que les connexions étaient moins fluides » de la part des joueurs. Son poste n'est pas remplacé par un nouvel arrivant, il est réattribué dans le staff actuel d'après le club. Comme annoncé précédemment, le poste de Xavier Sadourny est réattribué entre Jared Payne et Benson Stanley qui se partagent les missions entre eux. Dans le même mois, le jeune joueur formé au club Thomas Rozière, en manque de jeu depuis le début de saison, est prêté au RC Massy jusqu'à la fin de l'exercice en cours, il retrouve notamment Clément Lanen son ancien coéquipier. À la mi-janvier, à la suite de la lourde défaite de l'ASM 44 à 29 à domicile contre les Leicester Tigers, Jono Gibbes est démis de ses fonctions à la suite de résultats décevants depuis le début de saison. Jared Payne est nommé entraîneur principal intérimaire en l'attente d'une recrue à ce poste.
À la fin du mois de janvier, Peni Ravai s'engage finalement aux Queensland Reds en Australie où il est autorisé à jouer malgré son problème aux cervicales.
Début avril, Gabin Michet est envoyé en prêt jusqu'à la fin de saison à l'USON Nevers pour pallier une blessure dans l'effectif nivernais. Lors du même mois, Davit Zirakashvili, consultant au niveau de la mêlée, annonce son départ du staff pour se consacrer pleinement à ses activités professionnelles hors-rugby.

#### Arrivées pour la saison
Concernant les recrues, Loïc Godener signe pour suppléer Fritz Lee comme deuxième troisième ligne centre. Les deux demis d'ouverture internationaux français Anthony Belleau et Jules Plisson sont recrutés en provenance du RC Toulon et du Stade rochelais,. Julien Hériteau arrive également de Toulon au poste de centre, ainsi que l'international australien Irae Simone en provenance des Brumbies. L'international argentin Bautista Delguy arrive après une saison convaincante du côté de l'USA Perpignan. Le polyvalent arrière australien Alex Newsome signe pour pallier le départ de Kotaro Matsushima.
À peine prêté à l'USON Nevers depuis quelques semaines, Benjamin Boudou fait son retour le 12 septembre au sein du club à la suite de la blessure d'Étienne Fourcade. Toujours pendant le mois de septembre, l'ASM recrute le pilier droit Davit Kubriashvili, alors sans club, en tant que joueur additionnel pour la saison, à la suite de la blessure longue durée de Rabah Slimani et du peu de joueurs évoluant à ce poste dans l'effectif.
Le 18 janvier 2023, l'ASM officialise la venue de Christophe Urios, dès la semaine suivante, comme nouvel entraîneur principal jusqu'à la fin de saison, ainsi qu'un contrat le liant au club jusqu'en 2025 avec une année optionnelle.

#### Prolongations
Au sujet des prolongations de contrat, le demi de mêlée Sébastien Bézy active son année de contrat optionnelle, il est donc lié au club jusqu'à la fin de la saison 2023-2024.
Les piliers droit Cristian Ojovan, qui signe un nouveau contrat le liant à l'ASM jusqu'en 2026, et Rabah Slimani prolonge jusqu'en 2024.
Alors que son contrat arrive à expiration en fin de saison, le pilier gauche formé au club Étienne Falgoux prolonge son contrat jusqu'en 2026. Tout comme le troisième ligne aile, également formé au club, Alexandre Fischer qui prolonge jusqu'en 2025.
Au mois de mars, c'est au tour de Fritz Lee de prolonger son contrat jusqu'en 2024 avec une option supplémentaire d'un an. Ensuite, Peceli Yato prolonge également son contrat, pour deux ans et une année optionnelle avec son club formateur. Tomás Lavanini prolonge son contrat jusqu'en 2024 avec une année en option supplémentaire.
Quelque temps plus tard, Étienne Fourcade prolonge son contrat jusqu'en 2026, le lendemain l'ASM sécurise également l'avenir de Baptiste Jauneau, déjà engagé jusqu'en 2024, qui est désormais lié au club auvergnat jusqu'en 2026.
Début mai, Kévin Viallard prolonge son contrat jusqu'en 2025 et il est prêté pour la saison prochaine au Stade montois.

#### Cas Lapandry
Durant le mois de novembre, l'ASM met fin au contrat d'Alexandre Lapandry, qui n'a plus joué depuis deux ans avec le club à la suite d'une commotion cérébrale qui n'a pas bien guéri. Début décembre, ce dernier est contraint d'annoncer sa retraite en tant que rugbyman professionnel et annonce vouloir attaquer en justice son, désormais, ancien club pour « Mise en danger de la vie d'autrui » notamment à la suite d'une reprise du rugby trop rapide selon le joueur,.
Le 12 décembre, le club répond publiquement en conférence de presse et oppose un démenti formel des allégations du joueur, en évoquant la chronologie des différents événements.

### Récit de la saison

#### En Top 14

##### Phase aller
Le début de saison de l'ASM est plutôt moyen avec une défaite sans bonus au Stade français Paris (24-18) et une victoire peu convaincante contre la Section paloise (33-24) où l'ASM se voit enlever le bonus offensif sur la dernière action du match,. Mais à partir de la 3e journée, l'ASM se déplace au RC Toulon et s'incline 30 à 29 après avoir été mené 27 à 8 à la 41e minute, l'équipe ayant montré un visage plus séduisant et prometteur en seconde période que lors des deux premières rencontres.
L'ASM enchaîne ensuite deux rencontres d'affilée à domicile contre le vainqueur de la Coupe d'Europe, le Stade rochelais qui a gagné ses trois premiers matchs et qui vient avec des ambitions à Clermont, l'ASM réalise son match référence et lance sa saison en s'imposant 22 à 13 avec une défense et une touche efficace qui étouffent les Rochelais. Pour la 5e journée, le vainqueur du Challenge européen, le Lyon OU vient à Clermont et repart avec une défaite 43 à 20 dans un match riche en essais marqués.
L'ASM se déplace ensuite deux fois, au Stade toulousain tout d'abord et envoie une équipe remaniée qui s'incline sur un score large de 46 à 10, puis va à l'USA Perpignan et s'impose sur le score de 20 à 10. Pour le compte de la 8e journée, l'ASM reçoit l'Union Bordeaux Bègles qui réalise un début de saison mitigée et compte se reprendre, le match se termine sur un résultat nul (23-23) où l'arbitrage est remis en cause sur certaines actions en défaveur de l'ASM. Lors de la 9e journée, l'ASM se rend au stade Pierre-Fabre pour affronter le Castres olympique avec une équipe remaniée. Dans un match très disputé, où l'ASM commet de nombreuses fautes de main et voit Arthur Iturria prendre un carton rouge sévère, les locaux s'imposent 26 à 22 mais l'ASM réussit à décrocher le point de bonus défensif à la 84e minute grâce à une pénalité de Jules Plisson.
Le prochain adversaire de l'ASM est l'Aviron bayonnais, qu'ils reçoivent au Michelin. Clermont se présente avec une équipe assez affaiblie entre les blessés et les joueurs sélectionnés avec leur pays pour les test matchs de novembre, Bayonne vient avec une équipe remaniée également. Après un match très serré, l'Aviron bayonnais s'impose sur le score de 25 à 20 et met fin à l'invincibilité de l'ASM au Michelin qui dure depuis la 2e journée de la saison dernière. Le 28 novembre, l'ASM se rend à Nanterre pour affronter le Racing 92 avec une équipe sans quelque internationaux comme Tomás Lavanini, Fritz Lee ou encore Damian Penaud, qui ont participé aux test matchs de novembre et sont laissés au repos, et avec de nombreux blessés. Le Racing est sûr de ses forces, il vient d'enchaîner trois victoires consécutives, le match n'est qu'une conformité pour ces derniers, ils le remportent sur le score de 46 à 12 avec le bonus offensif, l'ASM se retrouve donc à la 10e place du classement après cette 11e journée.
L'ASM reçoit ensuite le Montpellier Hérault Rugby, champion de France en titre, pour le compte de la douzième journée, elle doit mettre fin à cette série de quatre matchs sans victoire pour espérer remonter au classement. La première mi-temps est très serrée et se termine par un score de 6 à 3 en faveur de l'ASM, de retour de la mi-temps, l'ASM encaisse un essai "casquette" après que Damian Penaud n'ait pas réussi à contrôler le ballon, l'ailier montpelliérain George Bridge réussit donc à marquer un essai à la limite de la ligne de ballon mort qui n'est pas transformé et porte le score à 8 à 6 pour le MHR. L'ASM réagit immédiatement en investissant le camp du MHR, après une touche en sa faveur l'ASM met en place un ballon porté et après une vingtaine de mètres parcourus Loïc Godener inscrit son premier essai avec l'ASM qui est transformé par Plisson, l'ASM repasse devant 13 à 6. Louis Foursans-Bourdette et Jules Plisson marquent chacun leur tour des pénalités pour porter le score à 19 à 14 qui est donc le résultat final. Plisson a raté trois pénalités, dont une en face des poteaux durant ce match, l'irrégularité des buteurs de l'ASM est un point noir depuis le début de saison et peut porter préjudice pour espérer viser le top 6.
Pour son dernier match de la phase aller, l'ASM dispute le derby du massif central contre le CA Brive, dernier du Top 14, à l'extérieur. Malgré un bon début de match avec un essai de Penaud au bout de deux minutes de jeu, les Clermontois ne parviennent pas à confirmer cette entame efficace, mais ils mènent tout de même 13 à 3 à la pause. En deuxième période, les Brivistes reviennent petit à petit avec notamment un essai transformé de l'ancien clermontois Enzo Sanga et une pénalité de Thomas Laranjeira pour remettre les deux équipes à égalité, toutefois Anthony Belleau marque une pénalité pour refaire passer l'ASM devant 16 à 13 à la 75e. À la 79e minute de jeu, l'ASM se trouve dans les 22 mètres adverses et à l'occasion de gagner cette rencontre si elle conserve le ballon, mais elle finit pas perdre la balle. Le CA Brive, poussé par son public, remonte le terrain grâce à des pénalités sifflées contre l'ASM. Après une dernière pénaltouche à quelques mètres de la ligne d'en-but de l'ASM, les Brivistes parviennent à marquer un essai à la 89e minute de jeu qui est transformé pour porter le score à 20 à 16 en faveur des locaux qui remportent ce derby et enfoncent un peu plus l'ASM. L'ASM finit donc l'année 2022 à la 10e place du Top 14.

##### Phase retour
Pour le premier match de la phase retour du Top 14, ainsi que le premier match de l'année 2023, l'ASM reçoit le leader du championnat le Stade toulousain. Ces derniers ne se sont plus imposés au stade Marcel-Michelin, en championnat, depuis 2002. Les locaux sont encore une fois diminués par les blessures au niveau des avants, le jeune Cyriac Guilly joue son premier match en profesionnel et est titularisé au poste de no 6, alors que le Stade toulousain aligne une équipe avec de nombreux internationaux où Romain Ntamack, Peato Mauvaka et Matthis Lebel sont notamment laissés au repos. Après avoir ouvert le score sur une pénalité de Jules Plisson pour l'ASM, le Stade toulousain marque son premier essai, qui n'est pas transformé, sur sa première attaque par l'intermédiaire de Juan Cruz Mallía, Plisson inscrit une nouvelle pénalité pour repasser devant, 6 à 5 à la 13e minute pour les locaux. Par la suite, Sofiane Guitoune inscrit un essai pour Toulouse où la défense de l'ASM n'est pas exempte de tout reproche avec de nombreux plaquages manqués, cette fois-ci Melvyn Jaminet le transforme et marque deux pénalités pour porter le score à 18 à 6 pour les visiteurs à la mi-temps. Le début de seconde période n'est pas mieux pour les Auvergnats qui encaissent deux nouveaux essais et sont menés 32 à 6 à la 51e minute. Toutefois, Tomás Lavanini sauve l'honneur et inscrit un essai à la 68e minute, qui est transformé par Belleau, le score est de 32 à 13. Les Toulousains se montrent indisciplinés lors des dix dernières minutes et reçoivent deux cartons jaunes contre Rynhardt Elstadt, coupable d'un plaquage haut, et contre Arthur Retière pour un en-avant volontaire qui annihile une action d'essai en faveur de l'ASM. Malgré ces deux sanctions, les visiteurs ne rompent pas à 13 contre 15 et n'encaissent aucun point, le match se terminent donc sur une lourde défaite 32 à 13 pour l'ASM. L'ASM commence donc mal cette nouvelle année, la défense de la ligne arrière clermontoise est notamment fortement remise en cause avec seulement dix plaquages réussis sur vingt-quatre, une faiblesse défensive qui ne pardonne pas contre le leader du championnat. L'ASM perd une place au classement et se retrouve à la onzième place.
C'est ensuite l'USA Perpignan qui vient au stade Marcel-Michelin, dans le cadre de la 15e journée du Top 14, ces derniers sont à la dernière place du classement et veulent faire un coup à Clermont qui n'est pas au mieux après la lourde défaite de la semaine dernière. L'ASM quant à elle, doit reprendre confiance et gagner pour distancer le fond du classement. L'USA Perpignan inscrit le premier essai par l'intermédiaire de Genesis Mamea Lemalu, à la douzième minute, mais écope de deux cartons jaunes à la dix-septième et vingtième minute pour fautes répétées puis antijeu. Alivereti Raka et Killian Tixeront en profitent donc en inscrivant un essai chacun qui sont transformés par Jules Plisson, l'ancien clermontois Jake McIntyre inscrit une pénalité et le score est de 14 à 10 en faveur des Jaune et Bleu à la mi-temps. En deuxième période, McIntyre parvient à franchir dans le camp clermontois et sert George Tilsley qui inscrit un essai à l'heure de jeu permettant aux Catalans de repasser devant 20 à 17. L'ASM se trouve sans solution face à une solide défense, Cheikh Tiberghien tente un coup de pied dans le dos de la défense dont le rebond trompe McIntyre et que Baptiste Jauneau parvient à s'en saisir pour inscrire l'essai qui refait passer l'ASM devant au tableau d'affichage à la soixante-quinzième minute. Puis, à la soixante-dix-neuvième, Bautista Delguy intercepte le ballon dans le camp perpignanais et vient sceller la victoire clermontoise, comme lors du match aller, sur le score de 31 à 20 pour les Clermontois. Une victoire permettant à l'ASM de revenir à la dixième place du classement.
À l'occasion du premier match de Christophe Urios à la tête de l'équipe, l'ASM se rend au Lyon OU pour le compte de la 16e journée. Bautista Delguy sort définitivement sur blessure dès la dixième minute, remplacé par Samuel Ezeala. Par la suite, Jules Plisson ouvre le score à la quatorzième minute à la suite d'une pénalité inscrite. Léo Berdeu égalise quelque minutes plus tard, alors qu'Arthur Iturria sort sur protocole commotion et ne fait pas son retour, il est remplacé par Lucas Dessaigne. Clermont encaisse un premier essai transformé à la trentième minute, voit Étienne Fourcade sortir définitivement sur blessure remplacé par Benjamin Boudou et Dessaigne être sanctionné d'un carton jaune. L'ancien clermontois Tavite Veredamu marque un essai qui est transformé, portant le score à 17 à 6 en faveur des Lyonnais à la mi-temps. De retour de la mi-temps, Plisson inscrit une pénalité pour revenir à huit points des adversaires du jour. Peceli Yato fait son retour à la compétition, remplaçant Alexandre Fischer, il n'a plus joué depuis décembre 2021 avec l'ASM. Berdeu inscrit une nouvelle pénalité alors qu'Anthony Belleau en rate deux en seulement trois minutes. Quelques instants plus tard, l'ASM encaisse un nouvel essai mais répond directement par l'intermédiaire de Fritz Lee qui inscrit un essai, non transformé par Belleau qui n'est pas en réussite. Onze points sont ratés par les Clermontois, avec un échec de Plisson en début de partie, alors que le score est de 27 à 14, des échecs pesant lourd au tableau d'affichage. En toute fin de match, Josua Tuisova, inscrit l'essai du bonus offensif pour les Lyonnais, scellant la victoire lyonnaise 34 à 14 par la même occasion. L'ASM perd une place au classement et est classée onzième.
Pour le compte de la 17e journée, l'ASM reçoit le Castres olympique au Michelin. Les Clermontois s'imposent de justesse en fin de rencontre grâce à un triplé de Peceli Yato. Les Castrais font preuve d'indiscipline avec notamment deux cartons jaunes et un rouge. Benjamin Boudou inscrit son premier essai avec l'ASM. L'ASM s'impose donc 41 à 26 en glanant le bonus offensif en toute fin de rencontre, pour la première de Christophe Urios à domicile. Ce résultat permet à l'ASM de remonter à la dixième place du classement.
Lors de la 18e journée, l'ASM se rend à Bordeaux pour affronter l'Union Bordeaux Bègles. Ces derniers s'imposent 18 à 9 dans un match sans essai où les Clermontois ont fait preuve de beaucoup d'indiscipline. L'ASM est toujours classée dixième après cette journée.
La journée suivante, le RC Toulon vient affronter l'ASM au Stade Marcel-Michelin. Les Clermontois réalisent une première période efficace et mènent 22 à 0 à la demi-heure de jeu, néanmoins ils encaissent un essai avant la mi-temps et un autre dès la reprise du jeu. Toutefois, les Auvergnats marquent deux nouveaux essais, et en encaissent un autre puis remporte ce match 36 à 21 qui leur permet de remonter à la neuvième place.
L'ASM se déplace ensuite au GGL Stadium pour affronter le Montpellier HR, l'ASM s'incline sévèrement 34 à 6, alors qu'elle mène 6 à 3 à la mi-temps, après avoir fait preuve d'indiscipline en encaissant deux cartons jaune et un rouge en deuxième période.
Pour le compte de la 21e journée, l'ASM reçoit le CA Brive dans le cadre du derby du Massif central, elle se doit de réagir quant à la lourde défaite face à Montpellier, tandis que Brive est dernier du championnat. Les visiteurs font preuve d'indiscipline avec notamment deux cartons jaunes encaissés dès la onzième et treizième minute, les Clermontois en profitent pour inscrire un essai par l'intermédiaire d'Étienne Falgoux. Par la suite, les Brivistes sont sanctionnés de deux cartons rouges en fin de rencontre, tandis que l'ASM prend un carton jaune puis s'impose finalement 38 à 10 avec le bonus offensif.
Après une coupure due à la Challenge Cup, l'ASM se rend ensuite à Pau pour affronter la Section paloise. Les Clermontois s'inclinent 23 à 18 et décrochent un point de bonus défensif en toute fin de rencontre par l'intermédiaire d'un essai inscrit par Baptiste Jauneau et transformé par Jules Plisson.
La semaine suivante, l'ASM se déplace de nouveau, cette fois-ci à La Rochelle. Le club clermontois est mené 19 à 0 à la mi-temps mais parvient à revenir à six points en deuxième période, toutefois un essai en fin de rencontre, entaché d'un en-avant rochelais non sanctionné, vient anéantir les espoirs de victoire des Clermontois qui s'inclinent 26 à 13. L'ASM perd une place au classement et se trouve donc à la onzième place du Top 14.
Après quatre matchs à l'extérieur, l'ASM retrouve enfin le Michelin face au Stade français Paris. Les Parisiens sont les premiers à inscrire un essai par l'intermédiaire de Sekou Macalou, Joris Segonds transforme et inscrit une pénalité en plus. Les Clermontois réagissent quelques minutes plus tard avec un essai de George Moala, transformé, Segonds inscrit une nouvelle pénalité, puis Étienne Fourcade inscrit un nouvel essai, non transformé cette fois, ce qui permet au Stade français de rester devant alors que Segonds inscrit une nouvelle pénalité pour porter le score à 16 à 12 en faveur des visiteurs à la mi-temps. De retour des vestiaires, les Clermontois sont les plus dominants mais ils ne parviennent pas à concrétiser en raison d'une bonne défense des Parisiens et des imprécisions clermontoises. Cependant, après un bon pressing de Fourcade sur Arthur Coville, ce dernier n'arrive pas dégager son camp et Giorgi Beria récupère le ballon et inscrit le troisième essai de la partie pour permettre à l'ASM de repasser devant. Anthony Belleau, qui avait auparavant inscrit une pénalité quelques minutes avant l'essai de Beria, récidive et en marque une autre peu de temps avant la fin du match, permettant à l'ASM de mener de neuf points. Après le renvoi, l'ASM récupère la balle puis continue à mettre la pression au Stade français, ils les poussent à concéder une dernière mêlée à cinq mètres de leur ligne d'en-but. Les Auvergnats récupèrent la balle après l'introduction de Jauneau et ce dernier décide de partir côté droit où il sert Alex Newsome qui transmet à Damian Penaud qui inscrit l'essai du bonus offensif, Belleau transforme et scelle le score à 32 à 16 pour les Clermontois. Cette victoire permet à l'ASM de remonter à la neuvième place du classement avec les défaites combinées de Montpellier et Castres.
Pour l'avant-dernière journée du championnat, l'ASM se rend au stade Jean-Dauger pour affronter l'Aviron bayonnais, invaincu à domicile cette saison, dans l'optique de ramener une victoire pour glaner la huitième place à son adversaire du jour et se qualifier pour la prochaine édition de la Champions Cup. Malgré soixante-cinq minutes en tête au tableau d'affichage, ainsi qu'une avance confortable 18 à 6 à un quart d'heure de la fin, une trop grande indiscipline avec deux cartons jaunes à l'encontre des Clermontois dans les dix dernières minutes et un manque de réalisme évident conjugué à une meilleure fin de match de la part des Bayonnais, alors en doublé supériorité numérique, font que le club clermontois s'incline 21 à 18 après une pénalité de son ancien ouvreur Camille Lopez dans le temps supplémentaire. L'ASM Clermont perd toute opportunité de se qualifier pour la Champions Cup ainsi que deux places au classement et se retrouve onzième du Top 14.
Lors de l'ultime journée de la saison, le Racing 92 se présente au stade Marcel-Michelin. Dans un match disputé, où Clermont est notamment mené de dix points à un moment de la rencontre, l'équipe fait preuve de solidarité et finit par s'imposer 32 à 25 pour le dernier match au club des champions de France 2017 que sont Damian Penaud, Arthur Iturria et Judicaël Cancoriet. L'ASM Clermont finit alors la saison sur une bonne note mais termine à la dixième place du Top 14, un résultat final bien en-deçà des espérances de début de saison, et voit un changement de présidence à la tête du club avec le départ de Jean-Michel Guillon et l'arrivée de Jean-Claude Pats à l'issue de la saison.

#### En Champions Cup
L'ASM se trouve dans la Poule B de la Champions Cup, elle affronte la franchise sud-africaine des Stormers, vainqueur du United Rugby Championship la saison précédente et qui participe à la compétition pour la première fois, ainsi que les Leicester Tigers, champions d'Angleterre en titre, lors de cette phase de poule. Deux adversaires de qualité qui font face à l'ASM.
Pour son premier match de Champions Cup de la saison, l'ASM affronte les Stormers au stade Marcel-Michelin. Le club clermontois réalise une première période moyenne, elle a notamment deux blessés, dans les dix premières minutes, qui ne reviennent pas durant la rencontre, Cristian Ojovan et Jacobus van Tonder qui subit un plaquage haut à la 9e minute de Ben-Jason Dixon entré deux minutes plus tôt et qui écope d'un carton jaune. Malgré ce carton jaune à l'encontre des Stormers, l'ASM n'en profite pas pour inscrire un essai, elle rate même plusieurs fois l'occasion d'en marquer. Après avoir fait preuve d'indiscipline et de problèmes en touche, les Stormers mènent 14 à 3 à la pause après avoir eu le monopole du ballon dans cette première mi-temps. La seconde période est d'un tout autre niveau pour la formation auvergnate, celle-ci montre un visage différent et concrétise enfin ses actions à l'aide d'Alex Newsome qui inscrit le premier essai de l'ASM à la 48e minute, transformé par Plisson. Le demi d'ouverture de l'ASM inscrit une nouvelle pénalité et Alivereti Raka marque à son tour un essai à la 63e qui n'est pas transformé. Plisson inscrit un drop, puis une pénalité pour porter le score à 24 à 14, score final. Les Stormers ont donc encaissé un 21 à 0 en seconde période, ils n'ont pas pu résister à la seconde période de qualité qu'à offert l'ASM qui a réussi à tenir le ballon et à occuper le terrain adverse dans ce deuxième acte, qui a néanmoins perdu Sébastien Vahaamahina sur blessure. Killian Tixeront, entré à la 9e minute en remplacement de van Tonder, réalise une prestation de qualité pour son premier match de Champions Cup et est élu homme du match.
Lors de son deuxième match, l'ASM se déplace à Welford Road pour affronter les Leicester Tigers. Ces derniers se présentent avec leur équipe type, tandis que le club auvergnat doit de nouveau composer avec de nombreux absents, dont Vahaamahina, Ojovan et van Tonder qui se sont blessés la journée précédente, ainsi que Raka qui est en vacances. L'ASM doit aussi veiller à préparer le prochain match de Top 14 à Brive qui est important pour la suite de la saison clermontoise, c'est pourquoi certains joueurs, tels qu'Irae Simone ou encore Fritz Lee, sont préservés pour ce rendez-vous. Après un premier quart d'heure plutôt bon, l'ASM mène 6 à 0 grâce à deux pénalités d'Anthony Belleau, mais elle est assommée coup sur coup par deux essais des Anglais à la suite de touches. Le score à la pause est de 17 à 6 en faveur de Leicester, les Clermontois ont perdu Étienne Falgoux, Paul Jedrasiak et le capitaine Arthur Iturria sur blessure lors de ce premier acte. De retour des vestiaires, l'ASM réalise un bon début de seconde période et multiplie les temps de jeu dans le camp adverse pour finalement obtenir une pénalité que convertit Belleau, mais les Anglais vont inscrire deux nouvelles pénalités pour porter le score à 23 à 9, alors qu'il reste dix minutes à jouer. Il reste donc peu de temps pour espérer accrocher au moins un bonus défensif, l'arrière Alex Newsome réussit à percer et réalise une course de quarante mètres jusque dans l'en-but adverse, mais il est finalement repris par les défenseurs anglais qui l'empêchent de marquer. L'ASM continue ses efforts et obtient une mêlée à cinq mètres de l'en-but des Tigers à la 78e, les avants dominent cette mêlée et Sébastien Bézy en profite pour inscrire l'essai, transformé par Belleau, qui permet à l'ASM de repartir avec le bonus défensif sur ce score final de 23 à 16. Les Clermontois récupèrent donc un point de bonus qui peut avoir son importance pour le classement final de la poule.
L'ASM reçoit Leicester pour le match retour, un match arbitré par Frank Murphy qui est un ancien joueur notamment passé chez les Tigers. Ce sont les visiteurs qui frappent dès le début du match avec Matt Scott qui intercepte une passe d'Anthony Belleau. Adrien Pélissié sort sur blessure définitivement, souffrant des ligaments croisés, ce qui met fin à sa saison. Bautista Delguy réussit à inscrire un essai à la suite d'un bon service d'Irae Simone à la vingt-quatrième minute. Toutefois, les Clermontois n'arrivent pas à sortir de leur camp et encaissent deux nouveaux essais ainsi qu'un carton jaune entre les deux à l'encontre de Fritz Lee. Mais ils parviennent à inscrire un essai, sur le renvoi du dernier essai encaissé, après une percée d'Alivereti Raka et un bon relais de Simone qui sert Étienne Fourcade, qui n'a plus joué depuis septembre. Handré Pollard inscrit une pénalité sur la sirène, portant le score à 27 à 14 en faveur des visiteurs. La deuxième mi-temps commence de la meilleure des manières pour l'ASM qui inscrit un essai après une action confuse où Belleau aplatit dans l'en-but. Mais ils encaissent un nouvel essai par l'intermédiaire de Scott qui s'offre un doublé et le bonus offensif pour les Tigers par la même occasion. Peu de temps après, Baptiste Jauneau, qui est notamment auteur d'une bonne performance jusque-là, est plaqué haut, l'arbitre de la rencontre ne sanctionne que d'une pénalité alors que l'action est assez violente. Cette pénalité permet à Clermont de se rapprocher de la ligne de marque adverse, après quelque temps de jeu, Jauneau parvient à s'infiltrer dans la défense adverse pour servir Paul Jedrasiak qui effectue une feinte de passe pour effacer le dernier défenseur et inscrire un essai, transformé, rapprochant l'ASM à 26 à 34 tout en obtenant le bonus offensif. Par la suite, l'ASM rate plusieurs occasions à quelques mètres de l'en-but adverse, mais inscrit une pénalité pour revenir à cinq points des Anglais. Malheureusement, les Auvergnats se mettent en difficulté et encaissent coup sur coup une pénalité puis un essai transformé, scellant la victoire 44 à 29 des Tigers. Cette énième défaite à domicile est la dernière rencontre de Jono Gibbes à la tête de l'équipe clermontoise qui est démis de ses fonctions.
Pour la quatrième et dernière journée de la phase de poule, l'ASM se rend au Cap pour affronter les Stormers. Les Clermontois réalisent une première période solide défensivement et mènent 6 à 3 à la mi-temps à la suite de deux pénalités inscrites par Anthony Belleau. De retour de la mi-temps, les deux équipes inscrivent une pénalité chacune, puis Belleau écope d'un carton jaune qui est immédiatement sanctionné par trois essais de la part des Stormers pendant la durée de la sanction. Bautista Delguy parvient à stopper les ardeurs offensives sud-africaine en interceptant une passe et inscrit un essai soixante mètres plus loin. Toutefois, Deon Fourie inscrit un dernier essai quelque minutes plus tard. Le match se finit par une victoire 30 à 16 des locaux, l'ASM ne parvient pas à se qualifier pour la suite de la compétition, terminant à la neuvième place de la poule B à seulement une place des huitièmes de finale de Champions Cup.

#### Reversé en Challenge Cup
À la suite de l'ultime défaite en phase de groupe de Champions Cup, l'ASM est reversée en Challenge Cup pour disputer les huitièmes de finale. Elle affronte l'équipe des Bristol Bears à l'extérieur.
Pour son premier en Challenge Cup de la saison l'ASM s'impose 33 à 26 en Angleterre avec notamment un doublé de Damian Penaud, qui fait son retour après avoir disputé le Tournoi des Six Nations. L'ASM se qualifie donc en quart de finale face aux Scarlets, à l'extérieur une nouvelle fois.
Néanmoins, après un match âprement disputé, où Irae Simone écope d'un carton rouge dès la vingtième minute, l'ASM s'incline en fin de rencontre de deux points, 32 à 30 après avoir été devant au score jusqu'à la soixante-quinzième minute et est donc éliminée de la compétition.

## Effectif

### Top 14, Champions Cup et Challenge Cup
L'effectif de l'ASM Clermont Auvergne compte 37 contrats professionnels, dont 29 joueurs JIFF (78 %) et 17 sont formés au sein du club ou sont passés par le centre de formation (46 %). Par ailleurs, 14 espoirs ont participé à au moins une rencontre professionnelle cette saison.
| Nom                        | Poste               | Naissance         | Nationalité sportive | International | Dernier club                     | Arrivée au club (année) | Statut JIFF |
| -------------------------- | ------------------- | ----------------- | -------------------- | ------------- | -------------------------------- | ----------------------- | ----------- |
| Giorgi Beria               | Pilier gauche/droit | 11 novembre 1999  | France               | -20 ans       | Formé au club                    | 2018                    | ✔️          |
| Daniel Bibi Biziwu         | Pilier gauche       | 29 août 2001      | France               | -20 ans       | Formé au club                    | 2020                    | ✔️          |
| Étienne Falgoux            | Pilier gauche       | 19 janvier 1993   | France               |               | Formé au club                    | 2014                    | ✔️          |
| Giorgi Dzmanashvili        | Pilier droit        | 16 juin 2002      | Géorgie              | -             | RC Rustavi                       | 2022                    | ❌          |
| Davit Kubriashvili         | Pilier droit        | 3 décembre 1986   | Géorgie              |               | USA Perpignan                    | 2022                    | ❌          |
| Cristian Ojovan            | Pilier droit        | 4 janvier 1997    | Moldavie             |               | Stade aurillacois                | 2020                    | ✔️          |
| Valentin Simutoga          | Pilier droit        | 14 février 2003   | France               | -20 ans       | Formé au club                    | 2022                    | ✔️          |
| Rabah Slimani              | Pilier droit        | 18 octobre 1989   | France               |               | Stade français Paris             | 2017                    | ✔️          |
| Yohan Beheregaray          | Talonneur           | 29 mai 1996       | France               | -             | Formé au club                    | 2015                    | ✔️          |
| Benjamin Boudou            | Talonneur           | 7 juin 2002       | France               | -20 ans       | Formé au club                    | 2021                    | ✔️          |
| Étienne Fourcade           | Talonneur           | 11 avril 1997     | France               | -20 ans       | FC Grenoble                      | 2020                    | ✔️          |
| Jean-Maxence Jules-Rosette | Talonneur           | 18 avril 2004     | France               | -             | Formé au club                    | 2023                    | ✔️          |
| Adrien Pélissié            | Talonneur           | 7 août 1990       | France               |               | Union Bordeaux Bègles            | 2020                    | ✔️          |
| Miles Amatosero            | Deuxième ligne      | 15 juin 2002      | Australie            | -             | Formé au club                    | 2020                    | ❌          |
| Edward Annandale           | Deuxième ligne      | 18 janvier 2001   | Nouvelle-Zélande     | -             | Formé au club                    | 2020                    | ✔️          |
| Paul Jedrasiak             | Deuxième ligne      | 6 février 1993    | France               |               | Formé au club                    | 2013                    | ✔️          |
| Thibaud Lanen              | Deuxième ligne      | 1er avril 1998    | France               | -             | Formé au club                    | 2019                    | ✔️          |
| Tomás Lavanini             | Deuxième ligne      | 22 janvier 1993   | Argentine            |               | Leicester Tigers                 | 2021                    | ❌          |
| Sébastien Vahaamahina      | Deuxième ligne      | 21 octobre 1991   | France               |               | USA Perpignan                    | 2014                    | ✔️          |
| Judicaël Cancoriet         | Troisième ligne     | 25 avril 1996     | France               |               | Formé au club                    | 2015                    | ✔️          |
| Lucas Dessaigne            | Troisième ligne     | 7 février 1999    | France               | -             | Formé au club                    | 2019                    | ✔️          |
| Alexandre Fischer          | Troisième ligne     | 19 janvier 1998   | France               | -             | Formé au club                    | 2018                    | ✔️          |
| Loïc Godener               | Troisième ligne     | 13 août 1995      | France               | -             | Stade français Paris             | 2022                    | ✔️          |
| Cyriac Guilly              | Troisième ligne     | 6 avril 2003      | France               | -20 ans       | Formé au club                    | 2023                    | ✔️          |
| Arthur Iturria             | Troisième ligne     | 13 mai 1994       | France               |               | Formé au club                    | 2015                    | ✔️          |
| Alexandre Lapandry         | Troisième ligne     | 13 avril 1989     | France               |               | Formé au club                    | 2008                    | ✔️          |
| Fritz Lee                  | Troisième ligne     | 29 août 1988      | Samoa                |               | Chiefs                           | 2013                    | ❌          |
| Hugo Sarrasin              | Troisième ligne     | 25 février 2003   | France               | -             | Formé au club                    | 2022                    | ✔️          |
| Killian Tixeront           | Troisième ligne     | 22 janvier 2002   | France               | -20 ans       | Formé au club                    | 2020                    | ✔️          |
| Yoni Tuataane              | Troisième ligne     | 22 octobre 2003   | France               | -             | Formé au club                    | 2022                    | ✔️          |
| Jacobus van Tonder         | Troisième ligne     | 3 mars 1998       | Afrique du Sud       | -             | Formé au club                    | 2018                    | ✔️          |
| Peceli Yato                | Troisième ligne     | 17 janvier 1993   | Fidji                |               | Formé au club                    | 2013                    | ✔️          |
| Sébastien Bézy             | Demi de mêlée       | 22 novembre 1991  | France               |               | Stade toulousain                 | 2020                    | ✔️          |
| Baptiste Jauneau           | Demi de mêlée       | 17 novembre 2003  | France               | -20 ans       | Biarritz olympique               | 2021                    | ✔️          |
| Kévin Viallard             | Demi de mêlée       | 27 novembre 2000  | France               | -20 ans       | CA Brive                         | 2018                    | ✔️          |
| Anthony Belleau            | Demi d'ouverture    | 8 avril 1996      | France               |               | Rugby club toulonnais            | 2022                    | ✔️          |
| Gabin Michet               | Demi d'ouverture    | 21 juin 2001      | France               | -             | Formé au club                    | 2021                    | ✔️          |
| Jules Plisson              | Demi d'ouverture    | 20 août 1991      | France               |               | Stade français Paris             | 2022                    | ✔️          |
| Jean-Pascal Barraque       | Centre              | 24 avril 1991     | France               |               | Équipe de France de rugby à sept | 2020                    | ✔️          |
| Samuel Ezeala              | Centre              | 11 décembre 1999  | France               | -             | Formé au club                    | 2018                    | ✔️          |
| Julien Hériteau            | Centre              | 12 septembre 1994 | France               |               | Rugby club toulonnais            | 2022                    | ✔️          |
| François Carlo Mey         | Centre              | 1er juillet 2003  | Italie               | -20 ans       | Rugby Colorno                    | 2022                    | ❌          |
| George Moala               | Centre              | 5 novembre 1990   | Tonga                |               | Blues                            | 2018                    | ❌          |
| Apisai Naqalevu            | Centre              | 21 août 1989      | Fidji                |               | Union Bordeaux Bègles            | 2018                    | ❌          |
| Irae Simone                | Centre              | 10 juillet 1995   | Australie            |               | Brumbies                         | 2022                    | ❌          |
| Bautista Delguy            | Ailier              | 22 avril 1997     | Argentine            |               | USA Perpignan                    | 2022                    | ❌          |
| Marvin O'Connor            | Ailier              | 18 avril 1991     | France               | à 7           | Équipe de France de rugby à sept | 2021                    | ✔️          |
| Damian Penaud              | Ailier              | 25 septembre 1996 | France               |               | Formé au club                    | 2016                    | ✔️          |
| Alivereti Raka             | Ailier              | 9 décembre 1994   | France               |               | Formé au club                    | 2015                    | ✔️          |
| Thomas Rozière             | Ailier              | 13 avril 2000     | France               | -             | Formé au club                    | 2020                    | ✔️          |
| TJ Maguranyanga            | Arrière             | 22 décembre 2002  | Zimbabwe             | -             | Formé au club                    | 2022                    |             |
| Alex Newsome               | Arrière             | 20 janvier 1995   | Australie            | -20 ans       | Waratahs                         | 2022                    | ❌          |
| Cheikh Tiberghien          | Arrière             | 8 janvier 2000    | France               | -20 ans       | Formé au club                    | 2020                    | ✔️          |

#### Débuts professionnels
À la suite de blessures dans l'effectif ou des choix des entraîneurs, de jeunes espoirs du club ont faire leur première apparition en professionnel. C'est le cas de Giorgi Dzmanashvili, pilier droit, qui a dû pallier la blessure longue durée de Rabah Slimani en début de saison, faute de pilier droit dans l'effectif professionnel à part Cristian Ojovan.
Pour la sixième journée du Top 14, c'est le troisième ligne Hugo Sarrasin qui fait ses débuts contre le Stade toulousain, sur un choix sportif des entraîneurs qui décident de laisser de nombreux cadres au repos.
Face à la blessure de Cristian Ojovan et à la suspension de Giorgi Dzmanashvili, le jeune Valentin Simutoga fait ses débuts en tant que remplaçant au Castres olympique pour le compte de la neuvième journée, il connaît sa première titularisation la semaine suivante contre l'Aviron bayonnais à la suite de la blessure de Davit Kubriashvili.
Lors de la onzième journée, les entraîneurs font une nouvelle fois souffler quelques joueurs cadres, le troisième ligne Yoni Tuataane fait ses débuts au Racing 92.
Pour la première rencontre de l'année 2023, le troisième ligne aile Cyriac Guilly est titularisé pour son premier match professionnel contre le Stade toulousain et est notamment hauteur d'une prestation prometteuse.
Quant à lui, le jeune italien, François Carlo Mey, est retenu pour la première fois sur une feuille de match pour le compte de la quatrième journée de Champions Cup contre les Stormers, il entre en jeu à 20 minutes de la fin au poste de deuxième centre.
Fin mars 2023, le talonneur Jean-Maxence Jules-Rosette fait sa première apparition professionnelle à l'âge de dix-huit ans en huitième de finale de Challenge Cup contre les Bristol Bears.
| Nom                        | Poste           | Date              | Adversaire        | Stade                  | Âge    | Compétition   | Matchs (points) |
| -------------------------- | --------------- | ----------------- | ----------------- | ---------------------- | ------ | ------------- | --------------- |
| Giorgi Dzmanashvili        | Pilier droit    | 10 septembre 2022 | Section paloise   | Stade Marcel-Michelin  | 20 ans | Top 14        | 6 (0)           |
| Hugo Sarrasin              | Troisième ligne | 8 octobre 2022    | Stade toulousain  | Stade Ernest-Wallon    | 19 ans | Top 14        | 1 (0)           |
| Valentin Simutoga          | Pilier droit    | 29 octobre 2022   | Castres olympique | Stade Pierre-Fabre     | 19 ans | Top 14        | 2 (0)           |
| Yoni Tuataane              | Troisième ligne | 27 novembre 2022  | Racing 92         | Paris La Défense Arena | 19 ans | Top 14        | 2 (0)           |
| Cyriac Guilly              | Troisième ligne | 1er janvier 2023  | Stade toulousain  | Stade Marcel-Michelin  | 19 ans | Top 14        | 1 (0)           |
| François Carlo Mey         | Centre          | 21 janvier 2023   | Stormers          | Cape Town Stadium      | 19 ans | Champions Cup | 3 (0)           |
| Jean-Maxence Jules-Rosette | Talonneur       | 31 mars 2023      | Bristol Bears     | Ashton Gate Stadium    | 18 ans | Challenge Cup | 6 (0)           |

#### Staff
Le staff d'encadrement de l'équipe professionnelle de l'ASM Clermont est celui-ci :

##### Entraîneurs
| Nom                                            | Rôle | Nationalité sportive     | Ancien club           | Ancienne fonction                 | Ancien joueur du club | Année d'arrivée |
| ---------------------------------------------- | --- | ------------------------ | --------------------- | --------------------------------- | --------------------- | --------------- |
| Jono Gibbes (jusqu'au 16 janvier 2023)         | Entraîneur principal | Nouvelle-Zélande         | Stade rochelais       | Directeur sportif                 | Non                   | 2021            |
| Christophe Urios (à partir du 23 janvier 2023) | Entraîneur principal | France                   | Union Bordeaux Bègles | Entraîneur principal              | Non                   | 2023            |
| Julien Le Devedec                              | Entraîneur de la touche | France                   | Provence Rugby        | Entraîneur de la touche           | Non                   | 2022            |
| Jared Payne                                    | Entraîneur de la défense, puis de l'attaque et du jeu au pied à la suite du départ de Sadourny, également entraîneur principal pendant la période entre le départ de Gibbes et l'arrivée d'Urios | Nouvelle-Zélande Irlande | Ulster                | Entraîneur de la défense          | Non                   | 2022            |
| Xavier Sadourny (jusqu'au 3 janvier 2023)      | Entraîneur de l'attaque et du jeu au pied | France                   | Lyon OU               | Entraîneur du centre de formation | Oui                   | 2013            |
| Benson Stanley                                 | Entraîneur spécifique skills, puis de l'attaque et du jeu au pied à la suite du départ de Sadourny                                                                                               | Nouvelle-Zélande         | US Montauban          | Entraîneur de la défense          | Oui                   | 2020            |
| Davit Zirakashvili (jusqu'au 16 avril 2023)    | Consultant secteur de la mêlée | Géorgie                  | Stade rochelais       | Consultant secteur de la mêlée    | Oui                   | 2021            |
| Aurélien Rougerie                              | Team Manager | France                   | ASM Clermont          | Joueur                            | Oui                   | 2021            |
| Didier Retière                                 | Directeur du développement sportif | France                   | FFR                   | Directeur technique national      | Non                   | 2022            |

##### Staff médical
- Mathieu Abbot (médecin)
- Armand Bonnin (médecin)
- Rémi Gaulmin (médecin)
- Jean Beaussant (kinésithérapeute)
- Xavier Blanquet (kinésithérapeute)
- Clément Bourdereau (kinésithérapeute)
- Paul-Marie Lallement (kinésithérapeute)

##### Préparateurs physiques
- Johnny Claxton (principal)
- Scott Crean (assistant)
- Benoît Gay (assistant)
- Vincent Goddeliere (Analyste data)

##### Secteur vidéo
- Stéphane Boiroux (analyste vidéo)
- Joe Larkin (analyste vidéo)
- Franck Vuilbert (analyste vidéo)

##### Organisation
- Jean-Paul André (responsable logistique sportive)

## Calendrier et résultats

### Top 14, Champions Cup et Challenge Cup
| Date du match     | Heure      | Domicile              | Extérieur             | Score   | Lieu du match          | Diffusion TV      | Catégorie                        | Classement                   |
| ----------------- | ---------- | --------------------- | --------------------- | ------- | ---------------------- | ----------------- | -------------------------------- | ---------------------------- |
| 3 septembre 2022  | 17:00 CEST | Stade français Paris  | ASM Clermont          | 24 - 18 | Stade Jean-Bouin       | Rugby+            | 1re journée de Top 14            | 12e                          |
| 10 septembre 2022 | 17:00 CEST | ASM Clermont          | Section Paloise       | 33 - 24 | Stade Marcel-Michelin  | Rugby+            | 2e journée de Top 14             | 7e                           |
| 18 septembre 2022 | 21:05 CEST | RC Toulon             | ASM Clermont          | 30 - 29 | Stade Mayol            | Canal+            | 3e journée de Top 14             | 10e                          |
| 25 septembre 2022 | 21:05 CEST | ASM Clermont          | Stade rochelais       | 22 - 13 | Stade Marcel-Michelin  | Canal+            | 4e journée de Top 14             | 4e                           |
| 1er octobre 2022  | 21:05 CEST | ASM Clermont          | Lyon OU               | 43 - 20 | Stade Marcel-Michelin  | Rugby+            | 5e journée de Top 14             | 4e                           |
| 8 octobre 2022    | 21:05 CEST | Stade toulousain      | ASM Clermont          | 46 - 10 | Stade Ernest-Wallon    | Canal+            | 6e journée de Top 14             | 6e                           |
| 15 octobre 2022   | 17:00 CEST | USA Perpignan         | ASM Clermont          | 10 - 20 | Stade Aimé-Giral       | Rugby+            | 7e journée de Top 14             | 4e                           |
| 22 octobre 2022   | 21:05 CEST | ASM Clermont          | Union Bordeaux Bègles | 23 - 23 | Stade Marcel-Michelin  | Canal+            | 8e journée de Top 14             | 6e                           |
| 29 octobre 2022   | 15:00 CEST | Castres olympique     | ASM Clermont          | 26 - 22 | Stade Pierre-Fabre     | Canal+ Sport      | 9e journée de Top 14             | 7e                           |
| 5 novembre 2022   | 17:00 CEST | ASM Clermont          | Aviron bayonnais      | 20 - 25 | Stade Marcel-Michelin  | Rugby+            | 10e journée de Top 14            | 9e                           |
| 27 novembre 2022  | 17:00 CEST | Racing 92             | ASM Clermont          | 46 - 12 | Paris La Défense Arena | Canal+            | 11e journée de Top 14            | 10e                          |
| 3 décembre 2022   | 15:00 CEST | ASM Clermont          | Montpellier HR        | 19 - 14 | Stade Marcel-Michelin  | Canal+ Sport      | 12e journée de Top 14            | 10e                          |
| 10 décembre 2022  | 16:15 CET  | ASM Clermont          | Stormers              | 24 - 14 | Stade Marcel-Michelin  | beIN Sports 2     | 01re journée de Champions Cup    | 4e                           |
| 17 décembre 2022  | 16:15 CET  | Leicester Tigers      | ASM Clermont          | 23 - 16 | Welford Road           | beIN Sports MAX 4 | 02e journée de Champions Cup     | 8e                           |
| 23 décembre 2022  | 18:45 CEST | CA Brive              | ASM Clermont          | 20 - 16 | Stade Amédée-Domenech  | Rugby+            | 13e journée de Top 14            | 10e                          |
| 1er janvier 2023  | 21:00 CEST | ASM Clermont          | Stade toulousain      | 13 - 32 | Stade Marcel-Michelin  | Canal+            | 14e journée de Top 14            | 11e                          |
| 7 janvier 2023    | 17:00 CEST | ASM Clermont          | USA Perpignan         | 31 - 20 | Stade Marcel-Michelin  | Rugby+            | 15e journée de Top 14            | 10e                          |
| 13 janvier 2023   | 21:00 CET  | ASM Clermont          | Leicester Tigers      | 29 - 44 | Stade Marcel-Michelin  | beIN Sports 2     | 03e journée de Champions Cup     | 8e                           |
| 21 janvier 2023   | 18:30 CET  | Stormers              | ASM Clermont          | 30 - 16 | Cape Town Stadium      | beIN Sports 2     | 04e journée de Champions Cup     | 9e                           |
| 28 janvier 2023   | 15:00 CEST | Lyon OU               | ASM Clermont          | 34 - 14 | Stade Gerland          | Canal+ Sport      | 16e journée de Top 14            | 11e                          |
| 4 février 2023    | 17:00 CEST | ASM Clermont          | Castres olympique     | 41 - 26 | Stade Marcel-Michelin  | Canal+ Sport      | 17e journée de Top 14            | 10e                          |
| 19 février 2023   | 21:05 CEST | Union Bordeaux Bègles | ASM Clermont          | 18 - 9  | Stade Chaban-Delmas    | Canal+            | 18e journée de Top 14            | 10e                          |
| 26 février 2023   | 21:05 CEST | ASM Clermont          | RC Toulon             | 36 - 21 | Stade Marcel-Michelin  | Canal+            | 19e journée de Top 14            | 9e                           |
| 4 mars 2023       | 15:00 CEST | Montpellier HR        | ASM Clermont          | 34 - 6  | GGL Stadium            | Canal+            | 20e journée de Top 14            | 10e                          |
| 25 mars 2023      | 17:00 CEST | ASM Clermont          | CA Brive              | 38 - 10 | Stade Marcel-Michelin  | Rugby+            | 21e journée de Top 14            | 10e                          |
| 31 mars 2023      | 21:00 CET  | Bristol Bears         | ASM Clermont          | 26 - 33 | Ashton Gate Stadium    | beIN Sports 1     | 8e de finale de Challenge Cup    | Qualifié en quarts de finale |
| 7 avril 2023      | 21:00 CET  | Scarlets              | ASM Clermont          | 32 - 30 | Parc y Scarlets        | beIN Sports 1     | Quart de finale de Challenge Cup | Éliminé                      |
| 15 avril 2023     | 17:00 CEST | Section paloise       | ASM Clermont          | 23 - 18 | Stade du Hameau        | Rugby+            | 22e journée de Top 14            | 10e                          |
| 22 avril 2023     | 15:00 CEST | Stade rochelais       | ASM Clermont          | 26 - 13 | Stade Marcel-Deflandre | Canal+ Sport      | 23e journée de Top 14            | 11e                          |
| 6 mai 2023        | 15:00 CEST | ASM Clermont          | Stade français Paris  | 32 - 16 | Stade Marcel-Michelin  | Canal+ Sport      | 24e journée de Top 14            | 9e                           |
| 13 mai 2023       | 17:00 CEST | Aviron bayonnais      | ASM Clermont          | 21 - 18 | Stade Jean-Dauger      | Rugby+            | 25e journée de Top 14            | 11e                          |
| 28 mai 2023       | 21:05 CEST | ASM Clermont          | Racing 92             | 32 - 25 | Stade Marcel-Michelin  | Rugby+            | 26e journée de Top 14            | 10e                          |

### Classement Top 14
| Rang | Club                  | J  | V  | N | D  | Bo | Bd | Pm  | Pe  | Diff | Pts |
| ---- | --------------------- | -- | -- | - | -- | -- | -- | --- | --- | ---- | --- |
| 1    | Stade toulousain      | 26 | 17 | 1 | 8  | 9  | 2  | 682 | 474 | +208 | 81  |
| 2    | Stade rochelais C1    | 26 | 17 | 0 | 9  | 7  | 3  | 673 | 479 | +194 | 78  |
| 3    | Lyon OU               | 26 | 14 | 1 | 11 | 4  | 5  | 690 | 626 | +64  | 67  |
| 4    | Stade français Paris  | 26 | 13 | 2 | 11 | 5  | 6  | 616 | 480 | +136 | 67  |
| 5    | Racing 92             | 26 | 14 | 1 | 11 | 5  | 3  | 734 | 684 | +50  | 66  |
| 6    | Union Bordeaux Bègles | 26 | 13 | 1 | 12 | 4  | 5  | 576 | 501 | +75  | 63  |
| 7    | RC Toulon C2          | 26 | 14 | 0 | 12 | 3  | 2  | 588 | 557 | +31  | 61  |
| 8    | Aviron bayonnais P    | 26 | 13 | 1 | 12 | 2  | 2  | 596 | 662 | -66  | 58  |
| 9    | Castres olympique     | 26 | 13 | 1 | 12 | 1  | 2  | 532 | 635 | -103 | 57  |
| 10   | ASM Clermont          | 26 | 11 | 1 | 14 | 4  | 6  | 588 | 627 | -39  | 56  |
| 11   | Montpellier HR T      | 26 | 11 | 0 | 15 | 4  | 6  | 624 | 617 | +7   | 54  |
| 12   | Section paloise       | 26 | 10 | 1 | 15 | 5  | 5  | 591 | 634 | -43  | 52  |
| 13   | USA Perpignan         | 26 | 10 | 0 | 16 | 0  | 3  | 503 | 726 | -223 | 43  |
| 14   | CA Brive              | 26 | 7  | 0 | 19 | 1  | 7  | 440 | 731 | -291 | 36  |

#### Phase qualificative: évolution du classement de Top 14
Le graphique qui aurait dû être présenté ici ne peut pas être affiché car il utilise l'ancienne extension Graph, désactivée pour des questions de sécurité. Des indications pour créer un nouveau graphique avec la nouvelle extension Chart sont disponibles ici.

#### Affluences en Top 14
Le graphique qui aurait dû être présenté ici ne peut pas être affiché car il utilise l'ancienne extension Graph, désactivée pour des questions de sécurité. Des indications pour créer un nouveau graphique avec la nouvelle extension Chart sont disponibles ici.

### Champions Cup

#### Poule B
| Rang | Club               | J | V | N | D | Bo | Bd | Pm  | Pe  | Diff | Pts |
| ---- | ------------------ | - | - | - | - | -- | -- | --- | --- | ---- | --- |
| 1    | Stade rochelais T  | 4 | 4 | 0 | 0 | 2  | 0  | 120 | 57  | +63  | 18  |
| 2    | Stade toulousain   | 4 | 4 | 0 | 0 | 1  | 0  | 110 | 53  | +57  | 17  |
| 3    | Stormers           | 4 | 3 | 0 | 1 | 3  | 0  | 106 | 68  | +38  | 15  |
| 4    | Leicester Tigers   | 4 | 3 | 0 | 1 | 1  | 1  | 116 | 89  | +27  | 14  |
| 5    | Ospreys            | 4 | 3 | 0 | 1 | 1  | 1  | 100 | 88  | +12  | 14  |
| 6    | Munster            | 4 | 2 | 0 | 2 | 0  | 2  | 73  | 67  | +6   | 10  |
| 7    | Montpellier HR     | 4 | 1 | 1 | 2 | 2  | 1  | 92  | 104 | -12  | 9   |
| 8    | Ulster             | 4 | 1 | 0 | 3 | 1  | 2  | 54  | 93  | -39  | 7   |
| 9    | ASM Clermont       | 4 | 1 | 0 | 3 | 1  | 1  | 85  | 111 | -26  | 6   |
| 10   | Sale Sharks        | 4 | 1 | 0 | 3 | 1  | 0  | 74  | 94  | -20  | 5   |
| 11   | London Irish       | 4 | 0 | 1 | 3 | 0  | 1  | 76  | 115 | -39  | 3   |
| 12   | Northampton Saints | 4 | 0 | 0 | 4 | 0  | 1  | 54  | 121 | -67  | 1   |

## Déroulement de la saison

### Matchs amicaux
L'ASM joue deux matchs amicaux avant de lancer la saison, contre le Rugby club toulonnais et l'Union Bordeaux Bègles. Le club s'impose largement face aux Toulonnais (40-21). Une semaine plus tard, ils sont défaits par l'Union Bordeaux Bègles dans le cadre du Challenge Auvergne (17-14).
| 19 août 2022 19 h | RC Toulon | 21 - 40 (14 - 21) | ASM Clermont                                                                                         | Stade Léo-Lagrange, Toulon env. 2 000 spectateurs |
| 19 août 2022 19 h | Essai(s) : 6 Amatosero (12e), Raka (22e, 38e), Godener (44e), Jedrasiak (65e), Iturria (76e) Transformation(s) : 5 Belleau (12e, 22e, 38e), Plisson (2) | Rapport           | Essai(s) : 3 Sinzelle (14e), Danglot (24e), Salles (48e) Transformation(s) : 3 Serin (14e, 24e, 48e) | Stade Léo-Lagrange, Toulon env. 2 000 spectateurs |
| 19 août 2022 19 h | | Rapport           | | Stade Léo-Lagrange, Toulon env. 2 000 spectateurs |

| 26 août 2022 20 h | ASM Clermont                                                                                      | 14 - 17 (0 - 7) | Union Bordeaux Bègles | Stade Jacques-Lavedrine, Issoire env. 4 000 spectateurs Arbitre : Adrien Descottes |
| 26 août 2022 20 h | Essai(s) : 2 Raka (44e), de pénalité (49e) Transformation(s) : 2 Plisson (44e), de pénalité (49e) | Rapport         | Essai(s) : 2 Lucu (19e), Cros (42e) Transformation(s) : 2 Holmes (19e), Jalibert (42e) Pénalité(s) : 1 Jalibert (52e) Carton(s) jaune(s) : 3 Kaulashvili, Marais, Douglas | Stade Jacques-Lavedrine, Issoire env. 4 000 spectateurs Arbitre : Adrien Descottes |
| 26 août 2022 20 h |                                                                                                   | Rapport         | | Stade Jacques-Lavedrine, Issoire env. 4 000 spectateurs Arbitre : Adrien Descottes |

### Champions Cup

#### Matchs de poule
Dans la poule B de Champions Cup, l'ASM affronte les sud-africains des Stormers et les anglais des Leicester Tigers en phase de poule.
| J1 10 décembre 2022 16 h 15 | ASM Clermont | 24 - 14 (3 - 14) | Stormers | Stade Marcel-Michelin, Clermont-Ferrand 13 783 spectateurs Arbitre : Wayne Barnes |
| J1 10 décembre 2022 16 h 15 | Essai(s) : 2 Newsome (47e), Raka (63e) Transformation(s) : 1 Plisson (47e) Pénalité(s) : 3 Plisson (18e, 54e, 73e) Drop(s) : 1 Plisson (70e) | Rapport          | Essai(s) : 1 Fourie (27e) Pénalité(s) : 3 Libbok (13e, 20e), Blommetjies (en) (36e) Carton(s) jaune(s) : 1 Dixon (8e) | Stade Marcel-Michelin, Clermont-Ferrand 13 783 spectateurs Arbitre : Wayne Barnes |
| J1 10 décembre 2022 16 h 15 | | Rapport          | | Stade Marcel-Michelin, Clermont-Ferrand 13 783 spectateurs Arbitre : Wayne Barnes |

| J2 17 décembre 2022 16 h 15 | Leicester Tigers | 23 - 16 (17 - 6) | ASM Clermont (bd) | Welford Road Stadium, Leicester env. 20 000 spectateurs Arbitre : Andrew Brace |
| J2 17 décembre 2022 16 h 15 | Essai(s) : 2 Wiese (17e), Montoya (25e) Transformation(s) : 2 Atkinson (17e, 25e) Pénalité(s) : 3 Atkinson (36e, 51e, 69e) | Rapport          | Essai(s) : 1 Bézy (78e) Transformation(s) : 1 Belleau (78e) Pénalité(s) : 3 Belleau (6e, 15e, 49e) Carton(s) jaune(s) : 1 T. Lanen (35e) | Welford Road Stadium, Leicester env. 20 000 spectateurs Arbitre : Andrew Brace |
| J2 17 décembre 2022 16 h 15 | | Rapport          | | Welford Road Stadium, Leicester env. 20 000 spectateurs Arbitre : Andrew Brace |

| J3 13 janvier 2023 21 h | (bo) ASM Clermont | 29 - 44 (14 - 27) | Leicester Tigers (bo) | Stade Marcel-Michelin, Clermont-Ferrand 14 000 spectateurs Arbitre : Frank Murphy |
| J3 13 janvier 2023 21 h | Essai(s) : 4 Delguy (24e), Fourcade (36e), Belleau (42e), Jedrasiak (48e) Transformation(s) : 3 Belleau (24e, 36e, 48e) Pénalité(s) : 1 Belleau (71e) Carton(s) jaune(s) : 1 Lee (32e) | Rapport           | Essai(s) : 5 Scott (3e, 44e), Simmons (en) (30e), Kelly (34e), Cronin (79e) Transformation(s) : 5 Pollard (3e, 30e, 34e, 44e), Gopperth (79e) Pénalité(s) : 3 Pollard (21e, 40e), Gopperth (76e) | Stade Marcel-Michelin, Clermont-Ferrand 14 000 spectateurs Arbitre : Frank Murphy |
| J3 13 janvier 2023 21 h | | Rapport           | | Stade Marcel-Michelin, Clermont-Ferrand 14 000 spectateurs Arbitre : Frank Murphy |

| J4 21 janvier 2023 18 h 30 | (bo) Stormers | 30 - 16 (3 - 6) | ASM Clermont | Cape Town Stadium, Le Cap env. 20 000 spectateurs Arbitre : Christophe Ridley (en) |
| J4 21 janvier 2023 18 h 30 | Essai(s) : 4 Roos (48e), Jantjies (52e), D. du Plessis (en) (55e), Fourie (64e) Transformation(s) : 2 J. du Plessis (en) (48e, 55e) Pénalité(s) : 2 Wolhuter (en) (38e, 44e) Carton(s) jaune(s) : 1 Mngomezulu (77e) | Rapport         | Essai(s) : 1 Delguy (61e) Transformation(s) : 1 Michet (61e) Pénalité(s) : 3 Belleau (15e, 27e, 47e) Carton(s) jaune(s) : 1 Belleau (47e) | Cape Town Stadium, Le Cap env. 20 000 spectateurs Arbitre : Christophe Ridley (en) |
| J4 21 janvier 2023 18 h 30 | | Rapport         | | Cape Town Stadium, Le Cap env. 20 000 spectateurs Arbitre : Christophe Ridley (en) |

### Challenge Cup
L'ASM est reversée en Challenge Cup à la suite de sa 9e place acquise dans la poule B de Champions Cup.

#### Huitième de finale
Elle affronte le club anglais de Bristol Bears en huitième de finale. L'ASM s'impose en Angleterre et se qualifie pour les quarts de finale.
| 31 mars 2023 21 h | Bristol Bears | 26 - 33 (20 - 22) | ASM Clermont | Ashton Gate Stadium, Bristol env. 11 000 spectateurs Arbitre : Jaco Peyper |
| 31 mars 2023 21 h | Essai(s) : 2 Radradra (33e), Randall (37e) Transformation(s) : 2 MacGinty (33e, 37e) Pénalité(s) : 4 MacGinty (10e, 18e, 49e, 77e) | Rapport           | Essai(s) : 4 Lavanini (23e), Penaud (27e, 70e), Moala (39e) Transformation(s) : 2 Belleau (23e, 27e) Pénalité(s) : 3 Belleau (13e, 42e, 56e) Carton(s) jaune(s) : 1 Lee (31e) | Ashton Gate Stadium, Bristol env. 11 000 spectateurs Arbitre : Jaco Peyper |
| 31 mars 2023 21 h | | Rapport           | | Ashton Gate Stadium, Bristol env. 11 000 spectateurs Arbitre : Jaco Peyper |

#### Quart de finale
En quart de finale, l'ASM affronte la province galloise des Scarlets le 7 avril à 21 h. Les Gallois s'imposent 32 à 30 en fin de rencontre et éliminent l'ASM de la compétition.
| 7 avril 2023 21 h | Scarlets | 32 - 30 (22 - 18) | ASM Clermont | Parc y Scarlets, Llanelli 7 252 spectateurs Arbitre : Wayne Barnes |
| 7 avril 2023 21 h | Essai(s) : 4 Halfpenny (7e), Costelow (14e), J. Williams (36e), Conbeer (en) (75e) Transformation(s) : 3 Halfpenny (15e), Costelow (37e, 76e) Pénalité(s) : 2 Halfpenny (6e), Costelow (68e) Carton(s) jaune(s) : 2 Fifita (27e), G. Davies (43e) | Rapport           | Essai(s) : 4 Simone (20e), Raka (32e, 46e), Beria (65e) Transformation(s) : 2 Belleau (31e), Plisson (64e) Pénalité(s) : 2 Belleau (3e, 35e) Carton(s) rouge(s) : 1 Simone (24e) | Parc y Scarlets, Llanelli 7 252 spectateurs Arbitre : Wayne Barnes |
| 7 avril 2023 21 h | | Rapport           | | Parc y Scarlets, Llanelli 7 252 spectateurs Arbitre : Wayne Barnes |

## Statistiques

### Championnat de France

#### Meilleurs réalisateurs
| Rang | Joueur          | Poste            | Points | Essais | Transf. | Pén. | Drops |
| ---- | --------------- | ---------------- | ------ | ------ | ------- | ---- | ----- |
| 1    | Anthony Belleau | Demi d'ouverture | 137    | 2      | 23      | 25   | 2     |
| 2    | Jules Plisson   | Demi d'ouverture | 113    | -      | 19      | 25   | -     |
| 3    | Alivereti Raka  | Ailier           | 50     | 10     | -       | -    | -     |

#### Meilleurs marqueurs
| Rang | Joueur            | Poste                                | Essais |
| ---- | ----------------- | ------------------------------------ | ------ |
| 1    | Alivereti Raka    | Ailier                               | 10     |
| 2    | Baptiste Jauneau  | Demi de mêlée                        | 6      |
| 2    | Damian Penaud     | Ailier, Centre                       | 6      |
| 4    | Bautista Delguy   | Ailier                               | 5      |
| 5    | George Moala      | Centre                               | 4      |
| 5    | Peceli Yato       | Troisième ligne aile, Deuxième ligne | 4      |
| 7    | Yohan Beheregaray | Talonneur                            | 2      |
| 7    | Anthony Belleau   | Demi d'ouverture                     | 2      |
| 7    | Benjamin Boudou   | Talonneur                            | 2      |
| 7    | Samuel Ezeala     | Centre, ailier                       | 2      |
| 7    | Arthur Iturria    | Troisième ligne aile                 | 2      |
| 7    | Fritz Lee         | Troisième ligne centre               | 2      |
| 7    | Adrien Pélissié   | Talonneur                            | 2      |
| 7    | Cheikh Tiberghien | Arrière, centre, ailier              | 2      |

### Champions Cup

#### Meilleurs réalisateurs
| Rang | Joueur          | Poste            | Points | Essais | Transf. | Pén. | Drops |
| ---- | --------------- | ---------------- | ------ | ------ | ------- | ---- | ----- |
| 1    | Anthony Belleau | Demi d'ouverture | 34     | 1      | 6       | 5    | -     |
| 2    | Jules Plisson   | Demi d'ouverture | 14     | -      | 1       | 3    | 1     |
| 3    | Gabin Michet    | Demi d'ouverture | 2      | -      | 1       | -    | -     |

#### Meilleurs marqueurs
| Rang | Joueur           | Poste            | Essais |
| ---- | ---------------- | ---------------- | ------ |
| 1    | Bautista Delguy  | Ailier           | 2      |
| 2    | Alex Newsome     | Arrière          | 1      |
| 2    | Alivereti Raka   | Ailier           | 1      |
| 2    | Sébastien Bézy   | Demi de mêlée    | 1      |
| 2    | Étienne Fourcade | Talonneur        | 1      |
| 2    | Anthony Belleau  | Demi d'ouverture | 1      |
| 2    | Paul Jedrasiak   | Deuxième ligne   | 1      |

### Challenge Cup

#### Meilleurs réalisateurs
| Rang | Joueur          | Poste            | Points | Essais | Transf. | Pén. | Drops |
| ---- | --------------- | ---------------- | ------ | ------ | ------- | ---- | ----- |
| 1    | Anthony Belleau | Demi d'ouverture | 21     | -      | 3       | 5    | -     |
| 2    | Damian Penaud   | Ailier           | 10     | 2      | -       | -    | -     |
| 2    | Alivereti Raka  | Ailier           | 10     | 2      | -       | -    | -     |

#### Meilleurs marqueurs
| Rang | Joueur         | Poste          | Essais |
| ---- | -------------- | -------------- | ------ |
| 1    | Damian Penaud  | Ailier         | 2      |
| 1    | Alivereti Raka | Ailier         | 2      |
| 2    | Giorgi Beria   | Pilier         | 1      |
| 2    | Tomás Lavanini | Deuxième ligne | 1      |
| 2    | George Moala   | Centre         | 1      |
| 2    | Irae Simone    | Centre         | 1      |

## Sélections internationales

### Jeunes

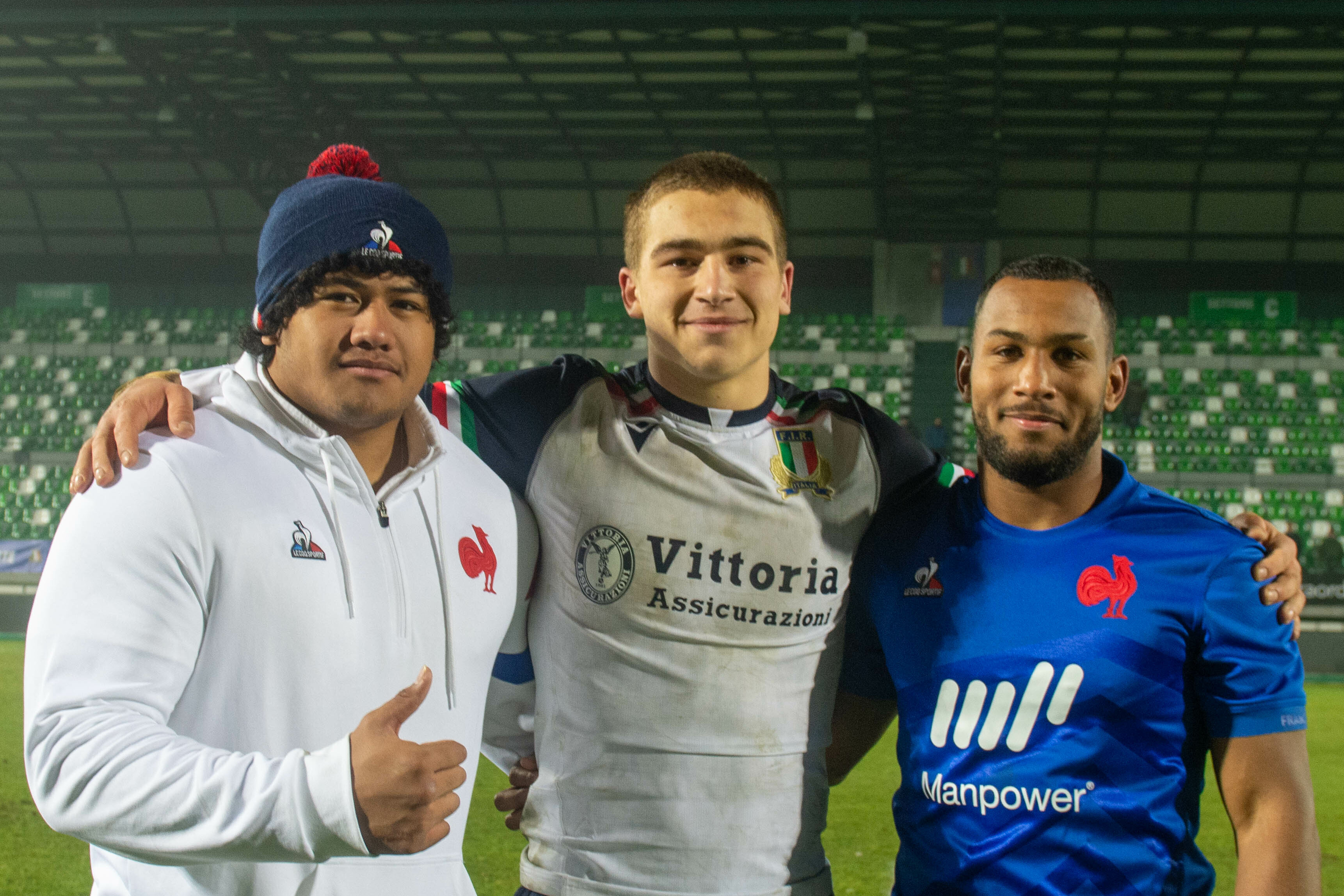
Valentin Simutoga, François Carlo Mey et Yerim Fall après la rencontre entre l'Italie et la France lors du Tournoi des Six Nations des moins de 20 ans 2023.

Début janvier 2023, le staff de l'équipe de France des moins de 20 ans convoque trois Clermontois pour jouer un match de préparation contre l'Italie en amont du prochain Tournoi des Six Nations 2023. Les joueurs convoqués sont Thomas Duchêne, Yerim Fall et Hugo Sarrasin qui a disputé quelques minutes avec les professionnels cette saison. Ces trois joueurs sont titularisés pour ce match et le remportent 31 à 15, toutefois il ne compte pas comme une sélection. Par la suite, le 20 janvier, la liste pour préparer le Tournoi comprend Yerim Fall et Valentin Simutoga. Baptiste Jauneau est quant à lui laissé à disposition de l'ASM pour la première journée. Pour la troisième journée, Cyriac Guilly et Léon Darricarrère sont appelés par le sélectionneur, ils sont remplaçant pour cette rencontre contre l'Écosse. Baptiste Jauneau est finalement appelé pour la quatrième journée face aux Anglais.
Le jeune italien, François Carlo Mey est également sélectionné par son pays pour disputer le Tournoi.
Pour le Championnat du monde junior 2023, Giorgi Gergedava avec la Géorgie, Léon Darricarrère, Thomas Duchêne et Baptiste Jauneau, avec la France, sont les quatre Clermontois convoqués pour la compétition. Cependant, Léon Darricarrère déclare forfait peu de temps avant le début de la compétition. À la fin de cette dernière, Thomas Duchêne, qui participe à cinq rencontres dont une en tant que titulaire au poste de pilier droit, et Baptiste Jauneau, titulaire lors de quatre de ses cinq matchs disputés, sont sacrés champions du monde après avoir vaincu l'Irlande en finale 50 à 14.
| Joueur             | Poste           | Pays        | Tournoi 2023 | CDM 2023 | Sélections (points) |                   |        |            |     |     |       |
| ------------------ | --------------- | ----------- | ------------ | -------- | ------------------- | ----------------- | ------ | ---------- | --- | --- | ----- |
| Joueur             | Poste           | Pays        | Tournoi 2023 | CDM 2023 | Sélections (points) | Léon Darricarrère | Centre | France -20 | Oui | Oui | 1 (0) |
| Thomas Duchêne     | Pilier droit    | France -20  | Non          | Oui      | 5 (0)               |                   |        |            |     |     |       |
| Yerim Fall         | Ailier          | France -20  | Oui          | Non      | 1 (0)               |                   |        |            |     |     |       |
| Cyriac Guilly      | Troisième ligne | France -20  | Oui          | Non      | 2 (5)               |                   |        |            |     |     |       |
| Baptiste Jauneau   | Demi de mêlée   | France -20  | Oui          | Oui      | 7 (10)              |                   |        |            |     |     |       |
| Hugo Sarrasin      | Troisième ligne | France -20  | Non          | Non      | 0 (0)               |                   |        |            |     |     |       |
| Valentin Simutoga  | Pilier droit    | France -20  | Oui          | Non      | 0 (0)               |                   |        |            |     |     |       |
| Giorgi Gergedava   | Deuxième ligne  | Géorgie -20 |              | Oui      | 5 (0)               |                   |        |            |     |     |       |
| François Carlo Mey | Arrière, centre | Italie -20  | Oui          | Non      | 4 (10)              |                   |        |            |     |     |       |

### Senior
| Joueur          | Poste                  | Pays      | Compétitions             | Compétitions            | Compétitions | Compétitions | Sélections (points) |
| Joueur          | Poste                  | Pays      | Pacific Nations Cup 2022 | Rugby Championship 2022 | Test matchs  | Tournoi 2023 | Sélections (points) |
| --------------- | ---------------------- | --------- | ------------------------ | ----------------------- | ------------ | ------------ | ------------------- |
| Irae Simone     | Centre                 | Australie |                          | Oui                     | Non          |              | 1 (0)               |
| Bautista Delguy | Ailier                 | Argentine |                          | Oui                     | Oui          |              | 1 (0)               |
| Tomás Lavanini  | Deuxième ligne         | Argentine |                          | Oui                     | Oui          |              | 10 (0)              |
| Samuel Ezeala   | Centre                 | France    |                          |                         | Oui          | Non          | 0 (0)               |
| Damian Penaud   | Ailier                 | France    |                          |                         | Oui          | Oui          | 8 (40)              |
| Alivereti Raka  | Ailier                 | France    |                          |                         | Oui          | Non          | 0 (0)               |
| Fritz Lee       | Troisième ligne centre | Samoa     | Oui                      |                         | Oui          |              | 5 (0)               |
| George Moala    | Centre                 | Tonga     | Non                      |                         | Oui          |              | 3 (0)               |

## Récompenses individuelles
- Meilleur joueur de la tournée d'automne 2022 : Damian Penaud[131].
- Membre de l'équipe type du Tournoi des Six Nations 2023 : Damian Penaud[132].
- Meilleur marqueur du Tournoi des Six Nations 2023 : Damian Penaud (5 essais)[133].
- Oscars du Midi olympique[134] :
  - Nommé pour l'Oscar d'Or : Damian Penaud (non vainqueur).
  - Nommé pour l'Oscar Espoir : Baptiste Jauneau (non vainqueur).

## Supersevens

### Effectif
L'entraîneur Paul Albaladejo est à la tête de l'équipe pendant le tournoi du Supersevens.
| Nom                   | Naissance          | Nationalité sportive | Club actuel         | Statut                        | Sélection pour l'étape | Sélection pour l'étape | Sélection pour l'étape |
| Nom                   | Naissance          | Nationalité sportive | Club actuel         | Statut                        | Perpignan              | La Rochelle            | Pau                    |
| --------------------- | ------------------ | -------------------- | ------------------- | ----------------------------- | ---------------------- | ---------------------- | ---------------------- |
| Amona Artaud          | 25 octobre 2003    | France               | ASM Clermont        | Espoir                        | ❌                     | ❌                     | ✔️                     |
| Louis Auclair         | ?                  | France               | ASM Clermont        | Espoir                        | ✔️                     | ✔️                     | ✔️                     |
| Enzo Bartin           | 5 mai 2002         | France               | ASM Clermont        | Espoir                        | ✔️                     | ✔️                     | ✔️                     |
| Bastien Daguerre      | 14 août 2002       | France               | Soyaux Angoulême XV | Espoir                        | ✔️                     | ✔️                     | ❌                     |
| Yerim Fall            | 24 juin 2003       | France               | ASM Clermont        | Espoir                        | ❌                     | ❌                     | ✔️                     |
| Anthony Favier        | 1er septembre 2003 | France               | ASM Clermont        | Espoir                        | ❌                     | ✔️                     | ✔️                     |
| Cyriac Guilly         | 6 avril 2003       | France               | ASM Clermont        | Espoir (groupe professionnel) | ✔️                     | ❌                     | ❌                     |
| Yohan Kehlhoffner     | 14 août 2001       | France               | Stade dijonnais     | Amateur                       | ✔️                     | ✔️                     | ✔️                     |
| Mesake Kurisaru       | 2 juillet 2001     | Fidji                | ASM Clermont        | Espoir                        | ✔️                     | ❌                     | ✔️                     |
| Perry Mayo            | 9 avril 2002       | France               | USON Nevers         | Espoir                        | ✔️                     | ✔️                     | ❌                     |
| Lionel Meermans       | 15 juin 2004       | France               | ASM Clermont        | Espoir                        | ❌                     | ✔️                     | ✔️                     |
| Alexandre Monarque    | ?                  | France               | ASM Clermont        | Espoir                        | ✔️                     | ✔️                     | ✔️                     |
| Antoine Niell Pascual | ?                  | France               | ASM Clermont        | Espoir                        | ✔️                     | ✔️                     | ✔️                     |
| Lucas Oudard          | 13 juin 2001       | France               | ASM Clermont        | Espoir                        | ✔️                     | ✔️                     | ✔️                     |
| Juun Pieters          | 9 mai 2001         | Pays-Bas             | Stade Aurillacois   | Espoir                        | ❌                     | ✔️                     | ❌                     |
| Hugo Sarrasin         | 25 février 2003    | France               | ASM Clermont        | Espoir (groupe professionnel) | ✔️                     | ❌                     | ❌                     |
| Yoni Tuataane         | 22 octobre 2003    | France               | ASM Clermont        | Espoir (groupe professionnel) | ✔️                     | ✔️                     | ✔️                     |

### Déroulement de la compétition
Pour la troisième édition du Supersevens la compétition de rugby à sept se déroule en quatre étapes. Trois étapes qualificatives en août dans trois villes différentes :
- Perpignan le 13 août au stade Aimé-Giral
- La Rochelle le 20 août au stade Marcel-Deflandre
- Pau le 27 août au stade du Hameau

Au cours de chacune des trois étapes de classement, 28 matches de deux fois sept minutes sont disputées.
Les vainqueurs d'étape et les meilleures équipes du classement général de cette tournée estivale se retrouvent et forment un top 8 pour ensuite se disputer le titre de champion de France lors de la grande finale organisée le 19 novembre 2022 à la Paris La Défense Arena. Les 14 équipes du Top 14 participent au tournoi ainsi que les Barbarians français et Monaco Rugby Sevens.
| Étape   | Stade                  | Ville       | Date             | Nombre de participants | Vainqueur              | Place de l'ASM |
| ------- | ---------------------- | ----------- | ---------------- | ---------------------- | ---------------------- | -------------- |
| Étape 1 | Stade Aimé-Giral       | Perpignan   | 13 août 2022     | 16                     | Section paloise sevens | 14e            |
| Étape 2 | Stade Marcel-Deflandre | La Rochelle | 20 août 2022     | 16                     | Monaco Rugby Sevens    | 10e            |
| Étape 3 | Stade du Hameau        | Pau         | 27 août 2022     | 16                     | Monaco Rugby Sevens    | 9e             |
| Finale  | Paris La Défense Arena | Nanterre    | 19 novembre 2022 | 8                      | Monaco Rugby Sevens    | Non qualifié   |

#### Étape de Perpignan
L'étape de Perpignan se déroule le 13 août 2022 au stade Aimé-Giral :
| Équipe 1      | Score   | Équipe 2              | Catégorie                    |
| ------------- | ------- | --------------------- | ---------------------------- |
| ASM Clermont  | 5 - 35  | Union Bordeaux Bègles | 1/8 de finale                |
| USA Perpignan | 19 - 10 | ASM Clermont          | Match de classement (9e-16e) |

L'ASM se classe à la quatorzième place de l'étape ainsi qu'à la quatorzième place du classement général.

#### Étape de La Rochelle
L'étape de La Rochelle se déroule le 20 août 2022 au stade Marcel-Deflandre :
| Équipe 1        | Score  | Équipe 2                  | Catégorie                    |
| --------------- | ------ | ------------------------- | ---------------------------- |
| Section paloise | 34 - 7 | ASM Clermont              | 1/8 de finale                |
| ASM Clermont    | 41 - 7 | Montpellier Hérault Rugby | Match de classement (9e-16e) |

Le club termine cette manche en dixième position. À l'issue de la deuxième étape du tournoi, l'ASM se classe à la douzième place du classement général.

#### Étape de Pau
L'étape de Pau se déroule le 27 août 2022 au stade du Hameau :
| Équipe 1        | Score   | Équipe 2        | Catégorie                    |
| --------------- | ------- | --------------- | ---------------------------- |
| Section paloise | 26 - 12 | ASM Clermont    | 1/8 de finale                |
| ASM Clermont    | 49 - 7  | Stade rochelais | Match de classement (9e-16e) |

Le club termine cette manche en neuvième position. À l'issue de la troisième étape du tournoi, l'ASM se classe à la dixième place du classement général. Le club n'est donc pas qualifié pour l'étape finale du Supersevens 2022 à la Paris La Défense Arena (Nanterre) le 19 novembre 2022, seulement les huit premières places étant qualificatives.

#### Classement général
| Position          | 1er | 2e | 3e | 4e | 5e | 6e | 7e | 8e | 9e | 10e | 11e | 12e | 13e | 14e | 15e | 16e |
| Points par étapes | 20  | 18 | 16 | 14 | 12 | 11 | 10 | 9  | 8  | 7   | 6   | 5   | 4   | 3   | 2   | 1   |

- En gras les équipes vainqueurs d'un tournoi et directement qualifiées pour la finale

| Classement général | Classement général    | Classement général | Classement général | Classement général | Classement général |
| Rang               | Équipes               | Perpignan          | La Rochelle        | Pau                | Total points       |
| ------------------ | --------------------- | ------------------ | ------------------ | ------------------ | ------------------ |
| 1                  | Monaco Rugby Sevens   | 18                 | 20                 | 20                 | 58                 |
| 2                  | Section paloise       | 20                 | 18                 | 18                 | 56                 |
| 3                  | Racing 92             | 16                 | 9                  | 16                 | 41                 |
| 4                  | Barbarians français T | 12                 | 14                 | 14                 | 40                 |
| 5                  | Stade français Paris  | 11                 | 16                 | 10                 | 37                 |
| 6                  | Union Bordeaux Bègles | 10                 | 11                 | 12                 | 33                 |
| 7                  | Aviron bayonnais      | 14                 | 12                 | 3                  | 29                 |
| 8                  | Stade rochelais       | 9                  | 10                 | 2                  | 21                 |
| 9                  | Stade toulousain      | 8                  | 5                  | 7                  | 20                 |
| 10                 | ASM Clermont          | 3                  | 7                  | 8                  | 18                 |
| 11                 | RC Toulon             | 4                  | 8                  | 6                  | 18                 |
| 12                 | Lyon OU               | 1                  | 6                  | 11                 | 18                 |
| 13                 | USA Perpignan         | 5                  | 3                  | 9                  | 17                 |
| 14                 | CA Brive              | 7                  | 4                  | 5                  | 16                 |
| 15                 | Castres olympique     | 6                  | 2                  | 4                  | 12                 |
| 16                 | Montpellier HR        | 2                  | 1                  | 1                  | 4                  |

| Légende                      |
| Qualifié pour l'étape finale |

| Abréviations : - T : tenant du titre |